# 목욕해면
목욕해면(沐浴海綿)은 보통해면류 망각해면목에 속하는 해면동물의 일종이다. 학명은 Spongia (Spongia) officinalis이다.

## 특징
종 모양·덩어리 모양 등의 형태를 이루며 지름은 15-20cm이다. 표면에 작은 돌기가 많이 있다. 바깥색은 흑색·흑갈색의 점조성을 띤 살 모양이지만 내부는 살색이고 많은 구멍과 홈이 있다. 해면에는 흔히 뼈 부스러기 같은 골편이 있는데, 목욕해면은 골편이 없고 해면질 섬유만으로 골격이 이루어져 있다. 섬유에는 작은 모래알이나 다른 물질들이 포함되어 있다. 가공하여 사무용품·청소용품·목욕용 수세미 등으로 쓰인다. 세계 각지의 수심 10-30m의 따뜻한 바다에 서식하는데, 지중해에서 생산되는 것이 질이 가장 좋다.